# 23. ročník udílení Nickelodeon Kids' Choice Awards
23. ročník Nickelodeon Kids' Choice Awards se konal 27. března 2010 v Pauley Pavilion v Los Angeles. Moderování se ujal herec Kevin James. V průběhu večera vystoupili Miranda Cosgroveová, Rihanna a Justin Bieber.

## Moderátoři a vystupující

### Moderátor
- Kevin James

### Hudební vystoupení
- Miranda Cosgroveová - "Kissin U" (Před-show)
- Rihanna - "Hard"/"Rude Boy"/"Don't Stop the Music"
- Justin Bieber - "Baby"

### Hosté
- Tyra Banks
- Big Time Rush
- John Cena
- Jackie Chan
- Lily Collins
- Miranda Cosgroveová
- Rosario Dawson
- Robert Downey, Jr.
- Lucas Cruikshank
- Jonah Hill
- Victoria Justice
- Nathan Kress
- George Lopez
- Jennette McCurdy
- Lea Michele
- Cory Monteith
- Keke Palmer
- Dev Patel
- Katy Perry
- Chris Rock
- Zoe Saldana
- Jaden Smith
- David Spade
- Shaun White

## Vítězové a nominovaní

### Film

#### Nejoblíbenější film
- Alvin a Chipmunkové 2
- Twilight sága: Nový měsíc
- Transformers: Pomsta poražených
- X-Men Origins: Wolverine

##### Nejoblíbenější filmový herec
- Taylor Lautner (Twilight sága: Nový měsíc)
- Shia LaBeouf (Transformers: Pomsta poražených)
- Zac Efron (Znovu 17)
- Tyler Perry (Madea Goes to Jail)

##### Nejoblíbenější filmová herečka
- Sandra Bullock (Návrh a Zrození šampióna)
- Miley Cyrus (Hannah Montana: The Movie)
- Megan Fox (Transformers: Pomsta poražených)
- Zoe Saldana (Avatar)

##### Nejoblíbenější animovaný film
- Vánoční koleda
- Doba ledová 3: Úsvit dinosaurů
- Mostra vs. Vetřelci
- Vzhůru do oblak

##### Nejoblíbenější hlas z animovaného filmu
- Jim Carrey jako Ebenezer Scrooge, duchové (Vánoční koleda)
- Seth Rogen jako B.O.B. (Mostra vs. Vetřelci)
- Ray Romano jako Manny (Doba ledová 3: Úsvit dinosaurů)
- Reese Witherspoonová jako Susan Murphy (Mostra vs. Vetřelci)

### Hudba

#### Nejoblíbenější písnička
- "I Gotta Feeling" - The Black Eyed Peas
- "Paparazzi" - Lady Gaga
- "Party in the U.S.A." - Miley Cyrus
- "You Belong With Me" - Taylor Swift

#### Nejoblíbenější hudební skupina
- The Black Eyed Peas
- Coldplay
- Jonas Brothers
- Linkin Park

#### Nejoblíbenější zpěvák
- Ne-Yo
- Sean Kingston
- Mario
- Jay-Z

#### Nejoblíbenější zpěvačka
- Taylor Swift
- Miley Cyrus
- Lady Gaga
- Beyoncé

### Televize

#### Nejoblíbenější televizní seriál
- iCarly
- Sonny ve velkém světě
- Sladký život na palubě
- Kouzelníci z Waverly

#### Nejoblíbenější televizní herečka
- Miranda Cosgroveová (iCarly)
- Miley Cyrus (Hannah Montana)
- Keke Palmer (True Jacksonová)
- Selena Gomez (Kouzelníci z Waverly)

#### Nejoblíbenější televizní herec
- Cole Srouse (Sladký život na palubě)
- Dylan Sprouse (Sladký život na palubě)
- Joe Jonas (Jonas)
- Nick Jonas (Jonas)

#### Nejoblíbenější reality-show
- American Idol
- Are You Smarter Than a 5th Grader?
- Umíte tančit?
- Wipeout

#### Nejoblíbenější animovaný seriál
- Spongebob v kalhotách
- Tučňáci z Madagaskaru
- Phineas a Ferb
- Simpsonovi

### Sport

#### Nejoblíbenější sportovec
- Kobe Bryant
- LeBron James
- Ryan Sheckler
- Shaun White

#### Nejoblíbenější sportovkyně
- Danica Patrick
- Misty May-Treanor
- Serena Williams
- Venus Williams

### Další

#### Nejroztomilejší pár
- Jacob a Bella (Taylor Lautner a Kristen Stewart) (Twilight sága: Nový měsíc)
- Edward a Bella (Robert Pattinson a Kristen Stewart (Twilight sága: Nový měsíc)
- Neytiri a Jake (Zoe Saldana a Sam Worthington) (Avatar)
- Prezident Barack Obama a První dáma Michelle Obama

#### Nejoblíbenější kniha
- Deník malého poseroutky
- Stmívání série
- Upíří deníky
- Where the Sidewalk Ends

#### Nejoblíbenější videohra
- The Legend of Zelda: Spirit Tracks
- Mario Kart Wii
- Wii Fit
- Wii Sports Resort

#### Big Help Award
- Michelle Obama